# Artur Górczyński
Artur Robert Górczyński (ur. 23 grudnia 1972 w Pińczowie) – polski pracownik socjalny, poseł na Sejm VII kadencji.

## Życiorys
Absolwent Policealnego Studium Pracowników Służb Społecznych w Katowicach, które ukończył w 1997. Odbył też kursy specjalistyczne organizowane przy Państwowej Agencji Rozwiązywania Problemów Alkoholowych w Warszawie. Był pracownikiem socjalnym w Miejskim Ośrodku Pomocy Społecznej w Katowicach.
W czerwcu 2011 został członkiem Ruchu Palikota i przewodniczącym zarządu okręgu tej partii w Bielsku-Białej. W wyborach parlamentarnych w 2011 kandydował z 1. miejsca na liście tego ugrupowania w okręgu wyborczym nr 27 w Bielsku-Białej i uzyskał mandat poselski, otrzymując 9980 głosów. W październiku 2013, w wyniku przekształcenia Ruchu Palikota, został działaczem partii Twój Ruch. Kandydował bez powodzenia w wyborach do Parlamentu Europejskiego w 2014. 26 września tego samego roku wraz z grupą posłów opuścił TR. Tydzień później współtworzył koło poselskie Bezpieczeństwo i Gospodarka, którego był jednym z wiceprzewodniczących. 18 grudnia tego samego roku przeszedł wraz z częścią posłów BiG do klubu Polskiego Stronnictwa Ludowego. W kwietniu 2015 ogłosił przejście do klubu Sojuszu Lewicy Demokratycznej. W wyborach w 2015 nie uzyskał poselskiej reelekcji, startując z listy Zjednoczonej Lewicy (deklarując członkostwo w SLD).
Zajął się działalnością ekspercką z zakresu rynku gier hazardowych. Został też prezesem  Stowarzyszenia „Poker to nie hazard”. W 2020 powrócił do aktywności politycznej, współtworząc partię Nowa Demokracja – Tak. Do 2023 był jej wiceprzewodniczącym, a także koordynatorem w okręgu wyborczym Bielsko-Biała.

## Życie prywatne
Zamieszkał w Goczałkowicach-Zdroju w powiecie pszczyńskim. Od 2009 żonaty z Aleksandrą, mają syna Maksymiliana.